# Chó Marquises
Chó Marquises hoặc Chó Quần đảo Marquises là một giống chó tuyệt chủng của quần đảo Marquises. Tương tự như các giống chó Polynesia khác, nó đã được đưa đến Marquises bởi tổ tiên của người Polynesia trong quá trình di cư của họ. Chúng đóng vai trò phục vụ như một totem bộ lạc và các biểu tượng tôn giáo, chúng được dùng để làm thịt mặc dù ít thường xuyên hơn ở các khu vực khác của Thái Bình Dương vì sự khan hiếm của chúng. Những con chó bản địa này được cho là đã tuyệt chủng trước sự xuất hiện của những người châu Âu, những người không ghi lại sự hiện diện của chúng trên các hòn đảo.

## Từ nguyên
Có hai từ trong ngôn ngữ Marquisescho chó: peto, được sử dụng trong tại Bắc Marquises và nuhe, được sử dụng trong ngôn ngữ Nam Marquises. Trước đây có thể là một từ vay mượn tiếng Anh từ từ "thú cưng" hoặc một từ vay tiếng Tây Ban Nha từ perro (chó), mặc dù từ pero đã là một thay thế cho chó (kurī) trong ngôn ngữ người Maori liên quan. Theo một lý thuyết khác ủng hộ nguồn gốc nước ngoài của nó, cái tên đến từ một con chó New Haven có tên Pato đã ở lại tại Nuku Hiva bởi thuyền trưởng biển Mỹ Edmund Fanning từ năm 1798 đến năm 1803. Trong tiếng Nam Marquesan, Nuhe là từ duy nhất trong các ngôn ngữ Polynesia, nhưng có thể có một số kết nối với từ wanuhe, một từ dùng chỉ chó trong ngôn ngữ Papuan của quần đảo Brumer. Nhà truyền giáo Công giáo Pháp René-Ildefonse Dordillon đã liệt kê hai hình thức khác: mohoʻio và mohokio trong từ điển xuất bản năm 1904 của ông là Grammaire et dictionnaire de la langue des iles Marquises.